# Haroldius stefanii
Haroldius stefanii är en skalbaggsart som beskrevs av Olivier Montreuil 2010. Haroldius stefanii ingår i släktet Haroldius och familjen bladhorningar. Inga underarter finns listade i Catalogue of Life.